# Skenea basistriata
Skenea basistriata is een slakkensoort uit de familie van de Skeneidae. De wetenschappelijke naam van de soort is voor het eerst geldig gepubliceerd in 1877 door Jeffreys.